# سینه‌سرخ بیشه یقه‌نارنجی
سینه‌سرخ بیشه یقه‌نارنجی یا سینه‌سرخ جانستون (نام علمی: Tarsiger johnstoniae) گونه‌ای از پرندگان تیرهٔ مگس‌گیران جهان قدیم (Muscicapidae) است. این گونه بومی تایوان است و در جنگل‌های کوهستانی و زیرآلپی زندگی می‌کند. اتحادیه بین‌المللی حفاظت از طبیعت (IUCN) آن را به عنوان گونه‌ای با کمترین نگرانی ارزیابی کرده است.